# Деревні дамани
Деревний даман (Dendroxyrax) — рід ссавців родини даманових.

## Морфологія
Морфометрія. Довжина голови й тіла: 400—600 мм, хвіст: 10—30 мм, вага: 1.5—4.5 кг.
Опис. Волосся на верхній частині тіла коричневе з сірими або жовтими кінчиками; чорне волосся також присутнє на спині. Біла пляма волосся позначає розташування залоз на спині; вуха облямовані білими волоссям. Низ, як правило, коричневий. Хутро довше і трохи більш шовковисте, ніж у інших даманів.

## Поведінка
Суворо рослиноїдні, харчуються листям, плодами, гілками і корою, як правило, від верхнього ярусу лісу. Ведуть нічний спосіб життя, пік активності відбувається невдовзі після настання темряви і перед світанком.

## Життєвий цикл
У деревних даманів як спаровування так і народження відбуваються під час сухого сезону. Молодь народжується в основному в березні і квітні в Габоні і Камеруні, і з травня по серпень у західній та південній частині Заїру. У східній частині ареалу народження відбувається раз на рік, народжується один, іноді два малюка після періоду вагітності близько 8 місяців. Молодь швидко росте: довжина дорослого досягається за приблизно 120 днів. У D. arboreus період вагітності 7—8 місяців число новонароджених 1—3. Вага новонароджених близько 200 грамів, відлучення відбувається приблизно через 5 місяців, і обоє статей зазвичай досягають статевої зрілості на рівні близько 16 місяців. Один D. arboreus був ще живий після 12 років і 3-х місяців у полоні.